# Como la vida
Como la vida, titulado durante su primer año de emisión Como la vida misma, fue un programa de televisión emitido por la cadena española Antena 3 entre 1999 y 2004, presentado por Alicia Senovilla.

## Formato
Emitido en horario matinal, responde al típico esquema de Magazine, si bien incorporando como una de sus secciones estrella el denominado talk show o espacio de testimonios, entrevistas a personas anónimas que acuden al plató para exponer vivencias personales. Otras secciones incluían entrevistas, salud, crónica de sucesos, concursos, tertulias y actualidad social, incluyendo entre sus colaboradores a Belén Esteban en 2000-2001.

## Historia
El programa contó con dos etapas claramente diferenciadas. La primera, con dos temporadas, discurre desde su estreno hasta el 22 de junio de 2001. En ese tiempo, el programa obtuvo una audiencia media del 21'4% de cuota de pantalla, notablemente inferior a su competidor Día a día que presentaba María Teresa Campos en la cadena rival Telecinco.
El espacio fue entonces cancelado por la cadena. En los siguientes meses, la franja matinal fue ocupada por De buena mañana (2001-2002) y A plena luz (2003), que tampoco alcanzaron las expectativas, por lo que Antena 3 optó por contar de nuevo con los servicios de Alicia Senovilla (que durante ese tiempo había trabajado en Telemadrid) y su Como la vida desde el 8 de enero de 2003. Se iniciaba así la segunda etapa del programa, que se prolongó hasta 2004 y en la que la presentadora contaba con la colaboración, entre otros, de Karmele Marchante, Gustavo González, Ernesto Neyra, Antonio Sánchez-Casado y Luis Rollán. Con una cuota media de pantalla del 18%, el programa se despidió definitivamente el 2 de julio de 2004, para dar paso al nuevo espacio conducido por María Teresa Campos tras su flamante incorporación a Antena.